# 久留馬村
久留馬村（くるまむら）は群馬県の中部、群馬郡に属していた村。

## 地理
- 河川 - 烏川、高浜川

## 歴史
- 1889年（明治22年）4月1日 町村制施行により、高浜村、本郷村、神戸村、三ッ子沢村、白岩村、十文字村、宮沢村が合併し西群馬郡久留馬村が成立する。
- 1896年（明治29年）4月1日 郡統合（西群馬郡と片岡郡の統合）により群馬郡に属する。
- 1955年（昭和30年）3月1日 榛名町へ編入する。